# キュリー
キュリー（curie, 単位記号 Ci）は放射能を表す非SI単位である。計量法における法定計量単位となっている。
1キュリーは厳密に3.7×1010ベクレル（37ギガベクレル、370億ベクレル）に等しい。量が大きすぎることからマイクロキュリー μCi、マイクロマイクロキュリー μμCi （SI接頭語で表せばピコキュリー pCi）が主に使われていた。
実用に適さないため、国際単位系では放射能の単位にはベクレル(Bq)を用いていて、キュリーは用いない。単位名称は、放射線研究の先駆者であるピエール・キュリー/マリ・キュリー夫妻に因む。

## 定義
1910年の放射線会議 (Rediography Conferene) で、ラジウムについては1 g、ラジウム系列の元素については1 gのラジウムと平衡にある放射性物質の量として定義された。1953年の国際放射能単位委員会 (International Commision on Radiological Units) では、ラジウムに依存した定義を廃し、3.7×1010壊変毎秒という定義が採用された。このため、現在では、ラジウム1 gの放射能は厳密には1キュリーではなくなっている。
米国のNISTのSP811は、ラド、キュリー(en:curie)、レントゲン(en:roentgen)、レム(en:rem)の使用を避けるように強く（"strongly discouraged"）呼びかけている。

## 計量法における位置付け
計量法では、放射能の計量単位である、キュリー、ラド、レントゲン、レムの4単位を現在でも法定計量単位として認めている。ただし、これらの単位は計量制度審議会の資料（2005年）において、「暫定的使用」する単位として位置づけられている。
| 番号 | 物象の状態の量 | 計量単位（非SI単位） | SI単位                     |
| ---- | -------------- | -------------------- | -------------------------- |
| 64   | 放射能         | キュリー（Ci）       | ベクレル(Bq)               |
| 65   | 吸収線量       | ラド（rad）          | グレイ(Gy)                 |
| 69   | 照射線量       | レントゲン（R）      | クーロン毎キログラム(C/kg) |
| 71   | 線量当量       | レム（rem）          | シーベルト(Sv)             |

番号は計量法第2条第1項第1号における物象の状態の量の列挙順の番号である。